# العلاقات الغرينادية الفرنسية
العلاقات الغرينادية الفرنسية هي العلاقات الثنائية التي تجمع بين غرينادا وفرنسا.

## مقارنة بين البلدين
هذه مقارنة عامة ومرجعية للدولتين:
| وجه المقارنة                                              | غرينادا                                | فرنسا                                                    |
| --------------------------------------------------------- | -------------------------------------- | -------------------------------------------------------- |
| المساحة (كم2)                                             | 348                                    | 643.80 ألف                                               |
| عدد السكان (نسمة)                                         | 107.83 ألف                             | 67.12 مليون                                              |
| الكثافة السكانية (ن./كم²)                                 | 30.99 ألف                              | 104.26                                                   |
| العاصمة                                                   | سانت جورجز                             | باريس                                                    |
| اللغة الرسمية                                             | لغة إنجليزية، إنكليزية غرنادة المولدة ‏ | لغة فرنسية                                               |
| العملة                                                    | دولار شرق الكاريبي                     | يورو، فرنك س ف ب، فرنك فرنسي، Livre tournois ‏            |
| الناتج المحلي الإجمالي (بليون دولار)                      | 1.12 مليار                             | 2.58 تريليون                                             |
| الناتج المحلي الإجمالي (تعادل القوة الشرائية) بليون دولار | 1.45 مليار                             | 2.87 تريليون                                             |
| الناتج المحلي الإجمالي الاسمي للفرد دولار أمريكي          | 9.21 ألف                               | 36.20 ألف                                                |
| الناتج المحلي الإجمالي للفرد دولار أمريكي                 | 12.43 ألف                              | 39.33 ألف                                                |
| مؤشر التنمية البشرية                                      | 0.750                                  | 0.888                                                    |
| رمز المكالمات الدولي                                      | +1473                                  | +33                                                      |
| رمز الإنترنت                                              | .gd                                    | .fr، .bzh ‏، .tf، .re، .wf، .yt، .pm، .paris              |
| المنطقة الزمنية                                           | 00                                     | أوروبا/باريس ‏، توقيت وسط أوروبا، توقيت وسط أوروبا الصيفي |

## منظمات دولية مشتركة
يشترك البلدان في عضوية مجموعة من المنظمات الدولية، منها:
| علم المنظمة | اسم المنظمة                               | تاريخ انضمام غرينادا | تاريخ انضمام فرنسا |
| ----------- | ----------------------------------------- | -------------------- | ------------------ |
|             | الاتحاد البريدي العالمي                   | ?                    | ?                  |
|             | يونسكو                                    | 17 فبراير 1975       | 4 نوفمبر 1946      |
|             | البنك الدولي للإنشاء والتعمير             | 27 أغسطس 1975        | 27 ديسمبر 1945     |
|             | منظمة التجارة العالمية                    | ?                    | 1995               |
|             | وكالة ضمان الاستثمار متعدد الأطراف        | 12 أبريل 1988        | 28 ديسمبر 1989     |
|             | الاتحاد الدولي للاتصالات                  | 17 نوفمبر 1981       | 1866               |
|             | منظمة الشرطة الجنائية الدولية             | ?                    | ?                  |
|             | مؤسسة التمويل الدولية                     | 28 أغسطس 1975        | 20 يوليو 1956      |
|             | الأمم المتحدة                             | 17 سبتمبر 1974       | 24 أكتوبر 1945     |
|             | مؤسسة التنمية الدولية                     | 28 أغسطس 1975        | 30 ديسمبر 1960     |
|             | منظمة حظر الأسلحة الكيميائية              | ?                    | ?                  |
|             | المركز الدولي لتسوية المنازعات الاستشارية | 23 يونيو 1991        | 20 سبتمبر 1967     |

## أعلام
هذه قائمة لبعض الشخصيات التي تربطها علاقات بالبلدين:
- مالكولم شاباز (8 أكتوبر 1984 – 9 مايو 2013)

## وصلات خارجية
- موقع وزارة الخارجية الفرنسية